# 里奧布蘭科 (烏拉圭)
里奧布蘭科是烏拉圭的城市，由塞羅拉爾戈省負責管轄，位於該國東南部，距離首府梅洛86公里，毗鄰與巴西接壤的邊境，始建於1792年，海拔高度17米，2004年人口13,456。

## 著名人物
- 罗德内·阿里斯门迪：乌拉圭共产党领袖。

## 外部連結
- INE map of Río Branco （页面存档备份，存于）